# László Kiss
László Kiss (Taszár, 12 de março de 1956) é um treinador e ex-futebolista húngaro, atuava como atacante.

## Carreira
Enquanto disputava partidas, atuava como atacante e disputou a Copa do Mundo FIFA de 1982, quando tornou-se notável por ser o primeiro jogador na história a marcar um hat-trick em uma Copa do Mundo FIFA após entrar como substituto. O feito ocorreu em um jogo da primeira fase contra o El Salvador, em jogo vencido pela Hungria por 10-1.
Kiss disputou partidas nos clubes profissionais húngaros Pécsi MFC, Kaposvári Rákóczi FC e Vasas SC, e pelo time francês Montpellier HSC.
No total, ele disputou 33 partidas pela seleção da Hungria, marcando 11 gols.[carece de fontes?] Ele é treinador do time feminino 1. FC Femina Budapest desde 2000, e já levou a equipe a conquistar quatro títulos nacionais.